# Cornelia Fort
Cornelia Clark Fort (Nashville, Tennessee, 5 de febrer de 1919 - Merkel, Texas, 21 de març de 1943) va ser una aviadora dels EUA que es va fer famosa per dos esdeveniments relacionats amb l'aviació. Quan realitzava un vol d'entrenament civil a Pearl Harbor, va ser la primera pilot dels EUA en trobar-se amb la flota aèria japonesa durant l'atac a Pearl Harbor, i va escapar per poc d'un atac de metrallament després d'aterrar. L'any següent, Fort es va convertir en la segona membre del que després esdevendria el Women Airforce Service Pilots (Servei de Pilots Femení de la Força Aèria, organització paramilitar de dones pilots civils contractades per la Força Aèria dels Estats Units d'Amèrica), i estava treballant com a pilot de transport d'avions quan es va convertir en la primera dona pilot a la Història dels Estats Units en morir en servei actiu.